# Tabakspanden

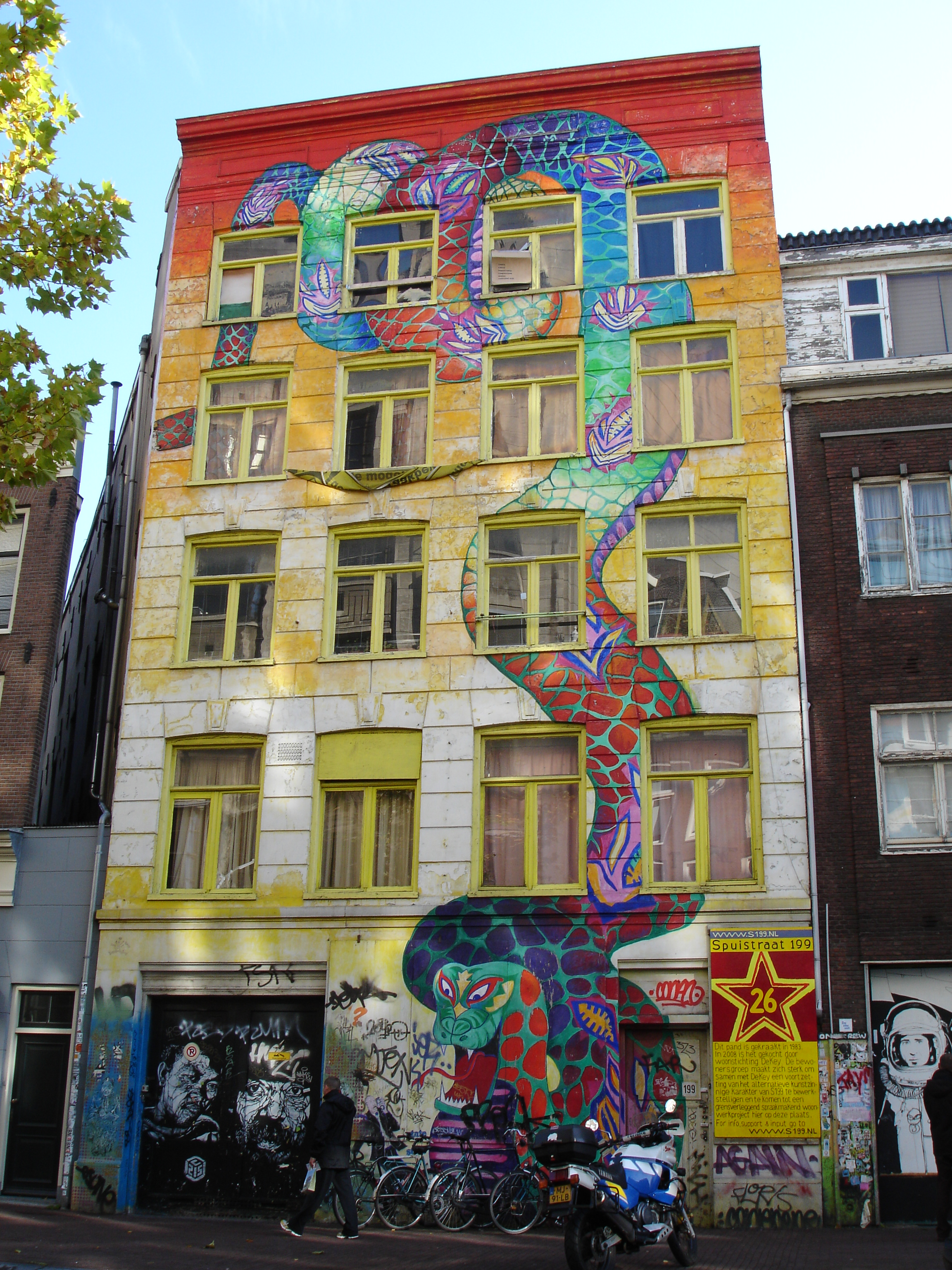
Slangenpand

De Tabakspanden, waaronder het Slangenpand, is een cluster panden in Amsterdam en op moment van ontruiming het oudste kraakpand van de stad. De panden zijn vernoemd naar de voormalige eigenaar Hendrik Tabak.

## Geschiedenis
Op 6 maart 1983 werd het pand Spuistraat 199 gekraakt door 200 krakers, terwijl de politie het druk had met de wedstrijd Ajax-PSV. Op 24 april van dat jaar volgde de kraak van Spuistraat 219 (Langgewagt). Vanaf 1987 werden diverse voorstellen ontwikkeld om tot legalisatie over te gaan maar deze mislukten. Het complex wisselde een aantal keer van eigenaar. In 2001 werd Erik de Vlieger eigenaar van de panden. Hij stond open voor de plannen van de krakers maar kwam in zakelijke problemen. De Key werd eigenaar in 2008 en gaf uiteindelijk opdracht tot ontruiming, die plaatsvond op 25 maart 2015.

## Karakter
De Tabakspanden ontwikkelden zich tot een centrum van creativiteit. Niet alleen in de gekraakte panden maar ook in de verhuurde woonden en werkten kunstenaars, onder wie Peter Klashorst en Jesse Faber. Er werden exposities en andere activiteiten georganiseerd. In 1994 en 1999 werd een slang geschilderd over de gehele gevel van het pand Spuistraat 199, waardoor dit de naam Slangenpand kreeg. Een afbeelding ervan verscheen in een Frans boekje met straatkunst. De kop van de slang bleef behouden en wordt tentoongesteld in het Amsterdam Museum.

## Locatie
Spuistraat 199 t/m 231, Wijdesteeg 3 (m.u.v. 3-huis) t/m 7 (oneven) en 4 t/m 20 (even) Nieuwezijds Voorburgwal 268-hs (achterzijde) en Keizerrijk 3 t/m 11.
De nummers 223 en 225 zijn rijksmonumenten.